# Actephila excelsa
Actephila excelsa là một loài thực vật có hoa trong họ Diệp hạ châu. Loài này được (Dalzell) Müll.Arg. mô tả khoa học đầu tiên năm 1863.